# Sucé-sur-Erdre
Sucé-sur-Erdre è un comune francese di 6 340 abitanti situato nel dipartimento della Loira Atlantica nella regione dei Paesi della Loira.

## Società

### Evoluzione demografica
Abitanti censiti

## Amministrazione

### Gemellaggi
- Bliesransbach, Germania
- Cricklade, Regno Unito